# Творення убивці
«Творення убивці»  (англ. Making a Murderer) — американський документальний детективний серіал для вебтелебачення 2015 року, на зйомки якого пішло більш ніж 10 років та який охоплює події, що сталися протягом 30 років. Перша серія вийшла 18 грудня 2015 року одночасно на каналах Netflix та YouTube.

## Сюжет
Серіал переповідає історію Стівена Ейвері, — чоловіка, який відсидів 18 років у в'язниці за неправомірним звинуваченням у зґвалтуванні та був виправданий після появи беззаперечних доказів у вигляді аналізу ДНК.  Але невдовзі після виходу на свободу та його рішення подати багатомільйонний позов проти округу Манітовок та декількох високопосадовців, поліція затримує Стівена Ейвері за підозрою у навмисному убивстві місцевого фотографа Терези Холбах. Разом зі Стівеном поліція заарештовує його небожа, шістнадцятирічного підлітка-інтроверта Брендана Дассі, на сплутаних свідченнях якого та, імовірно, сфабрикованих речових доказах, побудоване обвинувачення та, врешті, винесені невтішні вироки.

## Реакція
Серіал отримав схвальні відгуки критиків за всеосяжне висвітлення подій та сколихнув жваве обговорення серед глядачів в соціальних мережах, до якого долучилися знаменитості, зокрема Алек Болдвін, Рікі Джервейс та Джеймс Франко.

### Реакція офіційних осіб
20 грудня 2015 року на сайті Білого дому з'явилась петиція, яка закликала Президента Барака Обаму помилувати Стівена Ейвері та Брендана Дассі. Запит зібрав 100 тисяч підписів протягом 30 днів та отримав відмову, тому що Президент не має повноважень щодо помилування осіб, які були засудженні за кримінальним законом окремого штату, а не за федеральним законодавством.
Губернатор штату Вісконсин Скотт Вокер заявив, що не має наміру втручатись в справи Стівена Ейвері та Брендана Дассі, посилаючись на рішення Апеляційного суду штату від 2011 року.